# ۳۱ ژوئیه
۳۱ ژوئیه دویست و دوازدهمین (دویست و سیزدهمین در سال‌های کبیسه) روز سال در گاه‌شماری میلادی است. ۱۵۳ روز تا پایان سال باقی‌است.

## رویدادها
- ۱۴۹۲ - پس از اخراج ۴۰ تا ۲۰۰ هزار یهودی از اسپانیا، بایزید دوم، سلطان امپراتوری عثمانی، با اعزام نیروی دریایی عثمانی، این افراد را در امنیت کامل به خاک امپراتوری خود منتقل کرد و عمدتاً در شهرهای تسالونیکی و ازمیر سکنا داد.
- ۱۹۴۰ - عملیات بارباروسا: آدولف هیتلر در مراسمی در برگهوف، قصد خود برای تهاجم به شوروی را با ژنرال‌های ورماخت در میان گذاشت.
- ۱۹۸۵ - لیبریا دولت مستقل جمهوری دموکراتیک عربی صحرا که هم‌اکنون در اشغال مغرب است، را به رسمیت شناخت.
- ۱۹۸۷ - کشتار حجاج در مکه: ۲۷۵ تن از حجاج ایرانی، ۸۵ عربستانی از جمله تعدادی نیروی پلیس و ۴۵ تن از حجاج دیگر کشورها در درگیری‌های پس از مراسم اعلان برائت از مشرکین در طول مناسک حج، کشته و شماری نیز زخمی شدند.

## زادروزها
- ۱۹۴۷ - ریچارد گریفیتس، هنرپیشه، بازیگر و ایفاگر نقش ورنون دورسلی در مجموعه هری پاتر
- ۱۹۶۵ - جی.کی.رولینگ، رمان‌نویس و فیلم‌نامه‌نویس بریتانیایی و نویسنده داستان‌های هری پاتر (یاته، انگلستان)
- ۱۹۷۰ - کریستوفر نولان، کارگردان، فیلمنامه‌نویس و تهیه‌کننده سینمای بریتانیایی-آمریکایی

## درگذشت‌ها
- ۱۹۴۴ - آنتوان دو سنت‌اگزوپری، نویسنده و خلبان فرانسوی و مؤلف داستان‌های شازده کوچولو، پرواز شبانه و زمین انسانها (احتمالا سواحل جنوبی فرانسه)
- ۲۰۱۲ - گور ویدال، رمان‌نویس و نمایشنامه‌نویس و فعال سیاسی آمریکایی (لس‌آنجلس، ایالات متحده)

## مناسبت‌ها
- روز جنگ آوران در کشور مالزی به افتخار کسانی که جان خود در راه این کشور فدا کرده‌اند مخصوصاً در جریان جنگ جهانی دوم